# Dicea (Tracia)
Dicea (en griego, Δίκαια) es el nombre de una antigua ciudad griega de Tracia.
Es citada por Heródoto como una de las ciudades —junto a Maronea y Abdera— por las que, tras atravesar el río Liso, pasó el ejército persa de Jerjes en su expedición del año 480 a. C. contra Grecia. El historiador ubica en las proximidades de Dicea el lago Bistónide, donde desembocaban los ríos Travo y Cómpsato.
Estrabón la sitúa entre Abdera y Maronea, en la costa de un golfo, con un puerto. Cerca de allí se creía que se había realizado uno de los doce trabajos de Heracles: la captura de las yeguas de Diomedes, rey de los bistones.
La ciudad perteneció a la liga de Delos puesto que aparece en varias listas de tributos a Atenas entre 454/3 y 432/1 a. C.
Se conservan monedas de plata acuñadas por Dicea fechadas en el siglo V a. C.
Se ha sugerido que su emplazamiento debió estar en una colina llamada Katsamaquia, al norte del cabo Fanari, donde se han hallado restos de un muro fortificado y casas.